# Hotel Nettuno
L'ex Hotel Nettuno è uno storico edificio situato a Pisa sul lungarno Pacinotti.
L'albergo prendeva il suo nome dalla presenza di una statua romana, oggi non più in loco, che alcuni eruditi indicavano all'entrata dello scalo più importante della Repubblica medioevale a cui avrebbero attraccato trionfalmente le navi di ritorno dalla conquista delle Baleari nel 1115, conquista che permise a Pisa di rafforzare le relazioni commerciali con i regni catalani e tutta l'area occitanica. 
I recenti restauri della facciata hanno mostrato i resti di una torre in verrucano, attribuita in proprietà alla famiglia Gaetani, probabili feudatari del castello di Ibelin in Israele.

## Storia
L'albergo venne realizzato dalla famiglia Feroci, gestori a metà ottocento dell'adiacente caffè dell'Ussero, acquistando due edifici storici: il palazzo Lupo Parra con la facciata realizzata dall'architetto Alessandro Gherardesca nel 1831, che ha conferito all'edificio una immagine decisamente mitteleuropea, e palazzo Aulla Franceschi in angolo a via Curtatone. 
Una leggenda vorrebbe che dal palazzo Lupo Parra sarebbe partito il corteo con l'Albero della libertà, quando i francesi repubblicani fecero il loro ingresso a Pisa alla fine del settecento.
Lauretta Cipriani, vedova Parra, vi terrà un importante salotto politico e letterario a metà ottocento.
Palazzo Aulla Franceschi fu abitazione di Luca Martini, provveditore delle Galee e dell'Ufficio dei fiumi e fossi di Pisa dalla fine del 1547 alla morte e promotore del rinnovamento urbanistico della città Granducale.
L'albergo era dotato di centodieci camere e di vari saloni di rappresentanza, arredati con estrema eleganza. Una brochure pubblicata alla fine dell'Ottocento descriveva una «...salle de recéption pour 300 personnes, des salons résérvés aux dames, des salons de lecture et de musique, d'un jardin d'hiver, d'une galerie, d'un salon concert (...). Aucun hotel de Pise ne surpasse l'Hotel Nettuno en élégance et bon gout.».
Nel 1845 al secondo piano dell'albergo vi si spense il nonno di Mademoiselle De La Morinière: Jean Poussielgue, esiliato a Pisa dal 1821 e che aveva partecipato alla Campagna d'Egitto di Napoleone insieme a Marc Bédarride, a Jean Baptiste Joseph Fourier, a Bernardino Drovetti ed a Jean Baptiste Henraux.
il 25 marzo 1925 vi soggiornarono la regina vittoria e il re George V in visita a Pisa. 
L'ex albergo Nettuno è rimasto in attività fino alla seconda metà del novecento ed è oggi sede della casa dello studente conosciuta come Residenza Nettuno.

## Letteratura
L'hotel Nettuno di Pisa offrì alloggio a Mattia Pascal durante il suo ritorno da Roma verso la Liguria nel romanzo Il fu Mattia Pascal di Luigi Pirandello.
Virginia Woolf nell'aprile del 1933, nel corso di una vacanza in Italia, in compagnia del marito Leonard, soggiornò al Nettuno di Pisa. Era venerdì 12 maggio e la scrittrice appuntò nel suo diario «Non riesco a pensare, stasera, sentendomi alle stelle in una stanza del Nettuno di Pisa, popolatissimo di turisti francesi. L'Arno corre via col la solita spuma color caffè. Abbiamo passeggiato nei chiostri: questa è la vera Italia, con l'antico odore di polvere, la gente che brulica nelle strade, sotto la - come si chiama? - credo che le strade coi portici si chiamino loggiati». Virginia e il marito viaggiavano a bordo della loro Lanchester.

## Galleria d'immagini

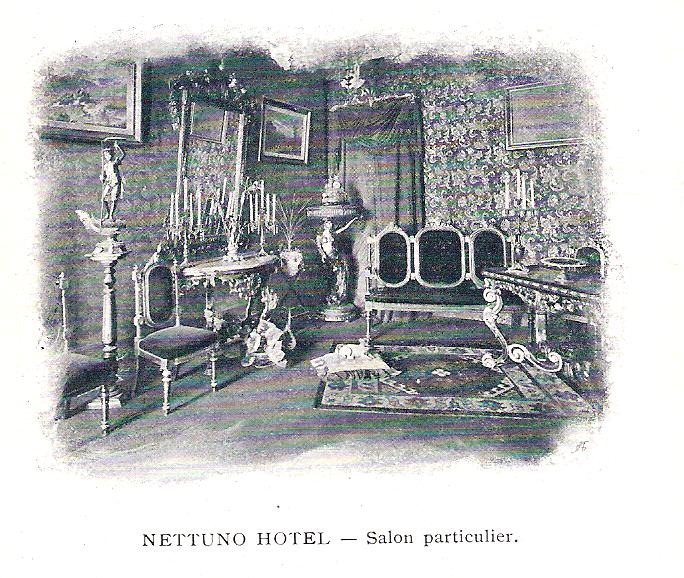
Sala lettura 1898
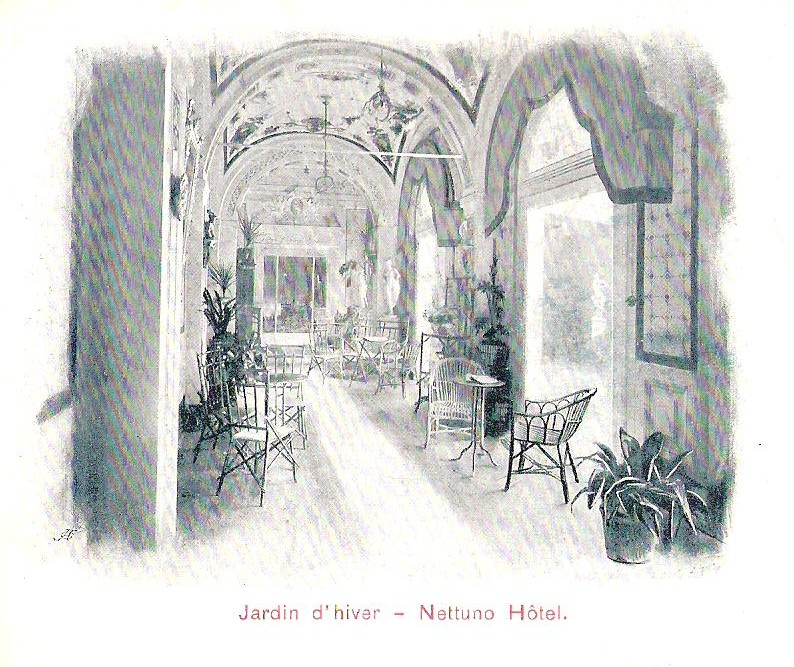
Giardino d'inverno 1898